# ビショ
ビショ（Bhisho）は、南アフリカ共和国東ケープ州バッファローシティーにある地区。東ケープ州の州庁所在地である。キングウィリアムズタウンの北に位置する。2000年までは独立した都市であった。人口は約1.2万人（2011年国勢調査）で、住民はコサ人が殆どを占める。
都市の名前は、コサ語で"水牛"（アフリカスイギュウ）の意味であり、町の中を流れるビショ川にちなんでいる。

## 歴史
南アフリカ共和国にかつて存在したバントゥースタンのひとつであるシスカイ共和国の首都であった。1992年、シスカイの南アフリカ復帰を要求するデモ行進へシスカイ防衛軍が発砲し、デモ参加者28人と兵士1人が死亡する事件が起こる（ビショ虐殺）。1994年4月27日にシスカイは消滅し、ケープ州に編入された。
1994年5月7日、南アフリカの州が再編されケープ州が消滅。ビショは新たに作成された東ケープ州の州都に指定された。2000年、自治体再編により周辺都市と合併しバッファローシティ地方自治体（2011年に都市圏へ昇格）を形成する。

## 気候
ケッペンの気候区分ではステップ気候（BSk）に分類される。
| ビショの気候           | ビショの気候 | ビショの気候 | ビショの気候 | ビショの気候 | ビショの気候 | ビショの気候 | ビショの気候 | ビショの気候 | ビショの気候 | ビショの気候 | ビショの気候 | ビショの気候 | ビショの気候  |
| 月                     | 1月          | 2月          | 3月          | 4月          | 5月          | 6月          | 7月          | 8月          | 9月          | 10月         | 11月         | 12月         | 年            |
| ---------------------- | ------------ | ------------ | ------------ | ------------ | ------------ | ------------ | ------------ | ------------ | ------------ | ------------ | ------------ | ------------ | ------------- |
| 平均最高気温 °C （°F） | 26.4 (79.5)  | 26.6 (79.9)  | 25.5 (77.9)  | 23.9 (75)    | 22.1 (71.8)  | 20.4 (68.7)  | 20.0 (68)    | 20.9 (69.6)  | 21.7 (71.1)  | 22.3 (72.1)  | 23.5 (74.3)  | 25.3 (77.5)  | 23.22 (73.78) |
| 日平均気温 °C （°F）   | 21.1 (70)    | 21.3 (70.3)  | 20.3 (68.5)  | 18.2 (64.8)  | 15.8 (60.4)  | 13.9 (57)    | 13.4 (56.1)  | 14.2 (57.6)  | 15.4 (59.7)  | 16.7 (62.1)  | 18.1 (64.6)  | 19.8 (67.6)  | 17.35 (63.23) |
| 平均最低気温 °C （°F） | 15.8 (60.4)  | 16.1 (61)    | 15.1 (59.2)  | 12.5 (54.5)  | 9.6 (49.3)   | 7.4 (45.3)   | 6.9 (44.4)   | 7.5 (45.5)   | 9.2 (48.6)   | 11.2 (52.2)  | 12.8 (55)    | 14.4 (57.9)  | 11.54 (52.78) |
| 雨量 mm （inch）       | 65 (2.56)    | 71 (2.8)     | 72 (2.83)    | 43 (1.69)    | 22 (0.87)    | 19 (0.75)    | 17 (0.67)    | 28 (1.1)     | 47 (1.85)    | 80 (3.15)    | 76 (2.99)    | 70 (2.76)    | 610 (24.02)   |
| 出典：Climate-Data.org |              |              |              |              |              |              |              |              |              |              |              |              |               |